# 晕痣型白癜风
晕痣的治疗方法，晕痣的临床特点为皮损好发于躯干部，特别是背部，偶见头面部，上肢少见。可单发或多发，以斑点状色痣为中心的圆形、椭圆形色素减退斑，大小不等，均匀一致的白晕逐渐增大到0.5～1.0厘米或更宽。白色晕轮与色素痣可同时发生，或围绕整个痣周围间隙发生。